# بیهیویر اینترکتیو
بیهیویر اینترکتیو (انگلیسی: Behaviour Interactive) شرکت بازی ویدئویی کانادایی است، که در سال ۱۹۹۲ تأسیس شد. که یک متخصص در ساخت بازی های اکشن به شمار می رود.
شرکت Behaviour interactive در سال ۱۹۹۲ و در کانادا تأسیس شد که تاکنون بازی های ویدئویی زیادی را ساخته است.  در سال ۲۰۱۶ توانستند بازی اکشن و ترسناک DeadbyDaylight را ارائه بدهند که برای آنها سود و در آمد بسیار زیادی را به همراه داشت. Behaviour interactive با ساخت DeadbyDaylight توانست نام خودش را در دنیای بازی های ویدئویی گسترش دهد. به طوری‌که در سال Behaviour interactive ۲۰۲۲  با  کمک شرکت نامدارِ Netease Game شروع به ساخت یک نسخه کاملا جدید از Dead by Daylight کردند.سر انجام ساخت این نسخه در اوایل سال ۲۰۲۳ به پایان رسید.